# 론 독스
《론 독스》(영어: Lawn Dogs)는 영국에서 제작된 존 다이건 감독의 1997년 판타지 드라마 영화이다. 미샤 바턴, 샘 록웰 등이 출연하였고, 덩컨 켄워시 등이 제작에 참여하였다.

## 줄거리
켄터키주 루이빌 교외의 외부인 출입 제한 주택지로 이사를 온 10살 데번은 또래 아이들과 사귀지 못하고 주택지에서 일하는 조경사 트렌트를 귀찮게 굴다가 친구가 된다. 오만한 데번의 부모님은 데번이 숲 속 트레일러 집에서 사는 노동 계급인 트렌트와 가까이 지내지 못하게 하려 한다.

## 출연
- 미샤 바턴 - 데번 스토커드 역
- 샘 록웰 - 트렌트 번스 역
- 크리스토퍼 맥도널드 - 모턴 스토커드 역
- 캐슬린 퀸런 - 클레어 스토커드 역
- 브루스 맥길 - 내시 역
- 데이비드 배리 그레이 - 브렛 역
- 에릭 메이비어스 - 숀 역
- 앤지 하먼 - 팸 역
- 베스 그랜트 - 번스 부인 역
- 톰 올드리지 - 번스 씨 역

## 기타 제작진
- 공동 제작: 데이비드 루빈
- 라인 제작: 에이미 J. 코프먼
- 배역: 로나 크레스, 데이비드 루빈
- 미술: 존 미어
- 의상: 존 A. 던